# Підшипникова сталь
Підши́пникова сталь (англ. bearing steel) — конструкційна сталь з вмістом вуглецю від 0,95 до 1,15% і за обов'язкової присутності хрому у кількостях 0,6…1,5%.

## Призначення
Підшипникова конструкційна сталь використовується для виготовлення деталей підшипників (вальниць) кочення (кулькових, роликових, голчастих), які працюють під впливом зосередженого навантаження за змінних напружень, що виникають в зоні контакту кульок чи роликів з біговими доріжками кілець підшипників кочення. Тому до сталі, призначеної для виготовлення підшипників ставляться вимоги по забезпеченню максимального опору контактній втомі та стиранню. Ці вимоги задовольняються, коли сталь має високу твердість та малу кількість металургійних дефектів.

## Склад та властивості
Підшипникова якісна конструкційна сталь випускається згідно з ГОСТ 801-78. Марки підшипникової конструкційної сталі: ШХ15, ШХ4, ШХ15СГ, ШХ20СГ. У позначенні марок конструкційної сталі букви і цифри означають: Ш — підшипникова; Х — легована хромом; цифра — вміст хрому (в цілих відсотках), СГ — легована кремнієм і марганцем. Підвищена концентрація вуглецю забезпечує підшипниковій сталі високу твердість і зносостійкість, а наявність хрому збільшує глибину прогартовування. Чим вищою є концентрація хрому, тим крупнішими можна виготовляти підшипники.
До недоліків підшипникових сталей слід віднести понижену оброблюваність різанням.
Термічна обробка сталі полягає у неповному загартуванні (так як за структурою в рівноважному стані сталь — заевтектоїдна) в оливі з температури 830…840 °С і наступному низькому відпуску при 150…180 °С протягом 1-2 годин, що забезпечує отримання твердості не нижчої від 62 HRC. Структура підшипникової сталі після термічної обробки являє собою відпущений дрібноголчастий мартенсит з рівномірно розподіленими дрібними надлишковими карбідами хрому.
Також є підшипникова сталь згідно ДСТУ ISO 683-17:2008. Марок: 100CrMo7; 19MnCr5; 70Mn4; X108CrMo17; 80MoCrV42-16 і т.д. Встановлено 5 груп постачання здеформованих підшипникових сталей: підшипникові сталі наскрізної прогартовуваності; підшипникові сталі, що цементуються; (нелеговані та леговані) з індукційним гартуванням; нержавкі; жароміцні.

## Використання
Сталі марок ШХ6 та ШХ9 йдуть на виготовлення кульок і роликів підшипників. Для виготовлення кілець шарико- і роликопідшипників зі стінками товщиною до 15-20 мм рекомендується сталь ШХ15, оскільки вона має вищу твердість та кращу зносостійкість. При виготовленні кілець з товщиною стінки понад 20-30 мм рекомендується використовувати сталь марки ШХ15СГ. З усіх підшипникових сталей вона має найбільшу прогартовуваність.
У разі виготовлення дуже великих підшипників (діаметром від 0,5 до 2 м) слід використовувати низьковуглецевими цементованими сталями, наприклад, 20Х2Н4А. Це пояснюється тим, що високовуглецеві сталі типу «ШХ» характеризуються зниженою оброблюваністю різанням і вимагають високих швидкостей при різанні.
Для підшипників, що працюють в агресивних середовищах (наприклад, в прісній або морській воді, в розчинах азотної кислоти та органічних кислотах), рекомендують використовувати корозієстійку хромисту сталь марки 95Х18.
У випадку, коли підшипники в процесі своєї роботи нагріваються до 400…500 °С, для їх виготовлення рекомендують використовувати швидкорізальні сталі, наприклад, Р9, але з пониженим вмістом вуглецю і ванадію. Це викликано необхідністю зменшення схильності до карбідної ліквації. Термооброблення таких сталей проводять за звичайними режимам, передбаченим для швидкорізальних сталей.